# امیل ویشرت
امیل ویشرت (آلمانی: Emil Wiechert؛ ۲۶ دسامبر ۱۸۶۱ – ۱۹ مارس ۱۹۲۸) فیزیکدان اهل آلمان بود. عمده شهرت وی به دلیل تعریف روابط پتانسیل لینار−ویشرت است.